# Michael Svensson
Michael Lennart Svensson, född 25 november 1975 i Värnamo (uppvuxen i Skillingaryd), är en svensk före detta fotbollsspelare (mittback) som mellan 1999 och 2003 spelade 25 matcher för det svenska landslaget. Han blev även fotbollstränare och var, fram till 2024, tränare för Vinbergs IF.

## Karriär
1997 värvades Michael Svensson till Halmstads BK från IFK Värnamo och han gjorde sig snabbt känd som en hårdför innerback. Till följd av detta fick han smeknamnet Mördarn, som han dock senare avsagt sig. Han gjorde sin landslagsdebut den 17 augusti 1999 mot Österrike. Karriären tog riktigt fart när Halmstads BK vann SM-guld 2000. Då var Svensson en av lagets viktigaste spelare. 2001 fick han priset årets back på Fotbollsgalan och under hösten samma år värvades han av franska Troyes AC. Det blev dock bara en säsong i Frankrike. 
Svensson blev uttagen till landslagstruppen till VM i Korea/Japan 2002, men blev utan speltid i mästerskapet. Den 25 juni 2002 blev det officiellt att Svensson skulle spela för Southampton FC i Premier League med Gordon Strachan som manager. Här blev han även klubbkamrat med Anders Svensson. Michael Svensson var självskriven i startelvan och bildade mittbackspar med Claus Lundekvam.  Laget slutade åtta i ligan, men den största framgången i Southampton kom den 17 maj 2003 då laget var i final i FA-cupen, men förlorade mot Arsenal FC med 0-1 på Millennium Stadium inför över 70 000 åskådare. I den sista matchen för säsongen fick Michael Svensson den stora äran att göra det sista målet någonsin på Maine Road (mot Manchester City, 1-0), innan den stängdes av för att senare rivas. 
Svensson startade i sex av åtta EM-kvalmatcher för Sverige, och bildade mittbackspar med Olof Mellberg när de blev klara för EM 2004 när de besegrade Polen i Chorzów. Men Svenssons sista 25:e landskamp blev den 18 november 2003 mot Egypten i Kairo.
Southampton hade i omgången före besegrat Liverpool med 2-0, och Svensson hade spelat 60 ligamatcher för Southampton, men i uppvärmningen inför Premier League-matchen mot Portsmouth, den 21 mars 2004 fick Svensson en knäskada. Inte förrän hösten 2005 var han tillbaka i spel, då Southampton spelade i Championship, och han gjorde comeback den 1 oktober 2005 mot Preston.  Svensson spelade bara sju ligamatcher innan han fick problem med knät igen. Han skulle genomgå fyra knäoperationer på fem år. 
Efter att hans kontrakt med Southampton gått ut i juni 2007 fortsatte han att rehabiliteringsträna som klubblös. Men fast besluten att komma tillbaka skrevs det ett nytt ett-årskontrakt med Southampton, och den 9 augusti 2008 gjorde Svensson comeback som lagkapten när laget mötte Cardiff City i säsongspremiären av Championship. Men det blev bara fem matcher, den sista den 23 september 2008 mot Rotherham i den engelska ligacupen. I januari 2009 tog Svensson steget över till tränarstaben, som assistent till Mark Wotte. Den 30 april meddelade Svensson att han slutade med fotbollen på grund av sina skador. 
I december 2009 presenterades han som assisterande tränare i Halmstads BK tillsammans med huvudtränaren Lars Jacobsson.
6 maj 2011 sa Michael Svensson att han är intresserad av en allsvensk comeback, i Halmstads BK. 
7 augusti 2011 spelade Michael Svensson allsvensk fotboll igen, under ett inhopp på 2 minuter spelade Svensson för Halmstads BK i en match mot IFK Norrköping. . Den 21 augusti 2011 spelade Svensson från start för första gången sedan tiden i Southampton, i Halmstads förlustmatch mot Helsingborgs IF.

## Meriter
- Svensk mästare 2000 (Halmstads BK)
- FA-cupfinalist 2003 (Southamton FC)
- 25 A-landskamper